# Danilo Cataldi
Danilo Cataldi (* 6. August 1994 in Rom) ist ein italienischer Fußballspieler.

## Karriere

### Im Verein
Cataldi, der der Lazio-Jugend entspringt, wurde 2013 in den Profikader aufgenommen, jedoch in seiner ersten Profisaison an den FC Crotone verliehen, um Spielpraxis zu erhalten. Für Crotone bestritt er 35 Ligapartien, in denen er vier Treffer erzielte. In den Play-Offs um den Aufstieg in die Serie A scheiterte seine Mannschaft jedoch in der 1. Runde an der AS Bari. Zur Spielzeit 2014/15 kehrte er zu Lazio zurück.
Im Januar 2017 wechselte Cataldi auf Leihbasis zum CFC Genua. Im Sommer 2017 folgte eine weitere Leihe zu Benevento Calcio.
Nach sechs Spielzeiten, in denen er regelmäßig für die Römer spielte, wechselte Cataldi Ende August 2024 leihweise mit Kaufoption zur AC Florenz.

### In der Nationalmannschaft
Cataldi lief von 2012 bi 2017 für verschiedene Juniorennationalmannschaften Italiens auf. Unter anderem bestritt er 2014 sein Debüt für die U-21-Auswahl, für die er auf insgesamt 20 Einsätze kam.
Im November 2016 wurde Cataldi von Gian Piero Ventura erstmals für die italienische Nationalmannschaft nominiert, lief jedoch nicht für die Squadra Azzurra auf. Im Mai 2017 wurde er für das inoffizielle Freundschaftsspiel gegen San Marino nominiert und kam in diesem auch zum Einsatz. Danach wurde er zunächst nicht mehr berücksichtigt.
Im November 2021 wurde Cataldi nach den Ausfällen von Lorenzo Pellegrini und Nicolò Zaniolo von Roberto Mancini für die beiden WM-Qualifikationsspiele gegen die Schweiz und Nordirland nachnominiert. Danach erfolgte keine weitere Berücksichtigung, sodass Cataldi weiterhin auf sein erstes Länderspiel wartet.

## Erfolge
- Italienischer Pokalsieger: 2018/19
- Italienischer Supercupsieger: 2019